# European Spallation Source
European Spallation Source (ESS) är en forskningsanläggning under uppbyggnad i Lund. På ESS kommer det initalt att uppföras 15 olika vetenskapsinstrument baserade på neutronspridning efter spallation. ESS är konstruerad för att bli världens mest kraftfulla neutronkälla. Uppförandet påbörjades 2014 och anläggningen planeras vara i drift 2027. ESS är samfinansierat av 13 delägarländer.

## Uppförande

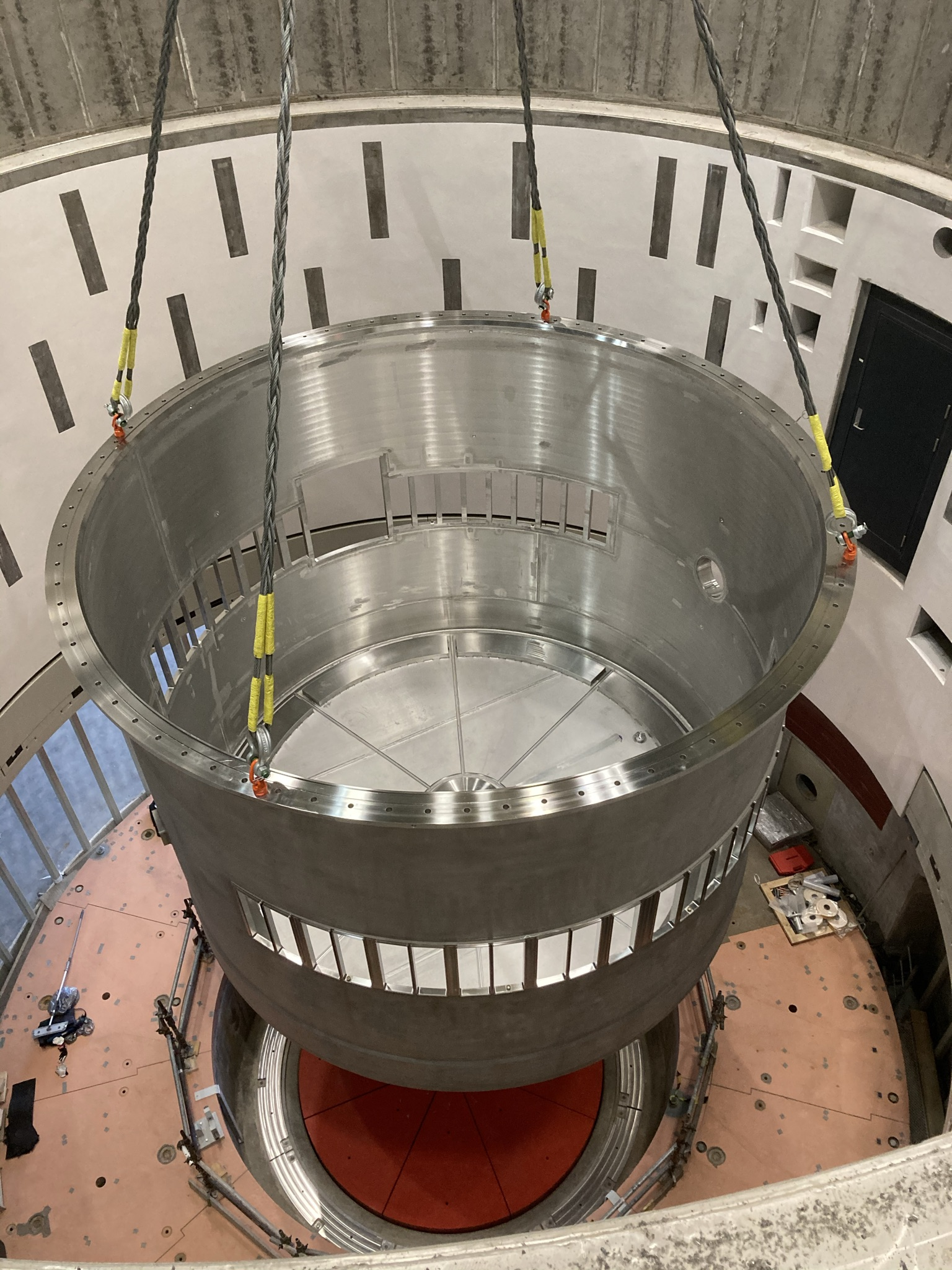
Vakuumtanken när den installeras i ESS målbyggnad, oktober 2020.

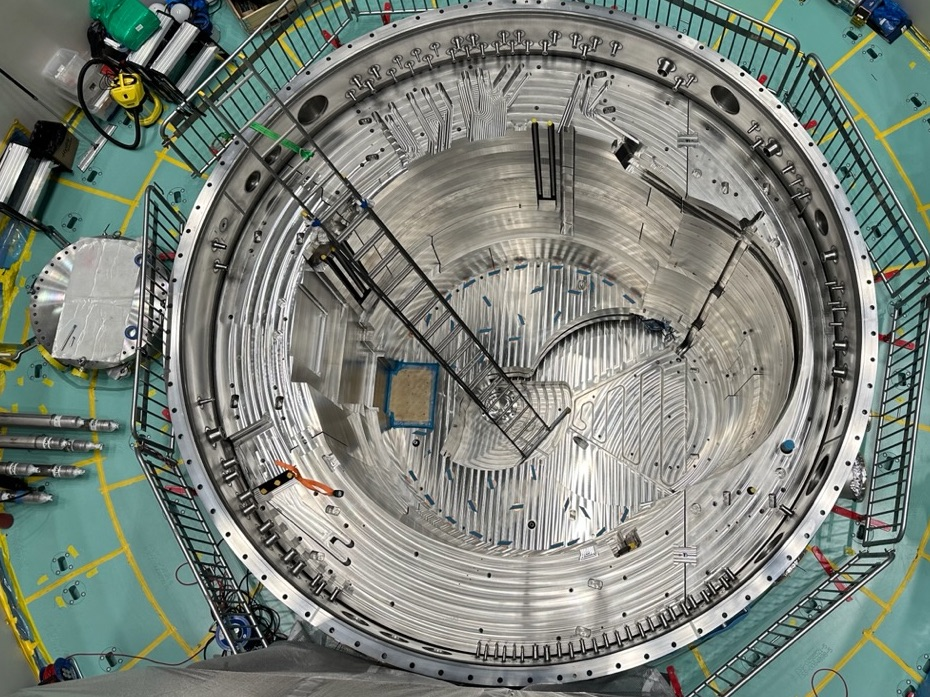
Vakuumtanken, med stora delar av den permanenta inre strålskydds-skärmningen, maj 2023.

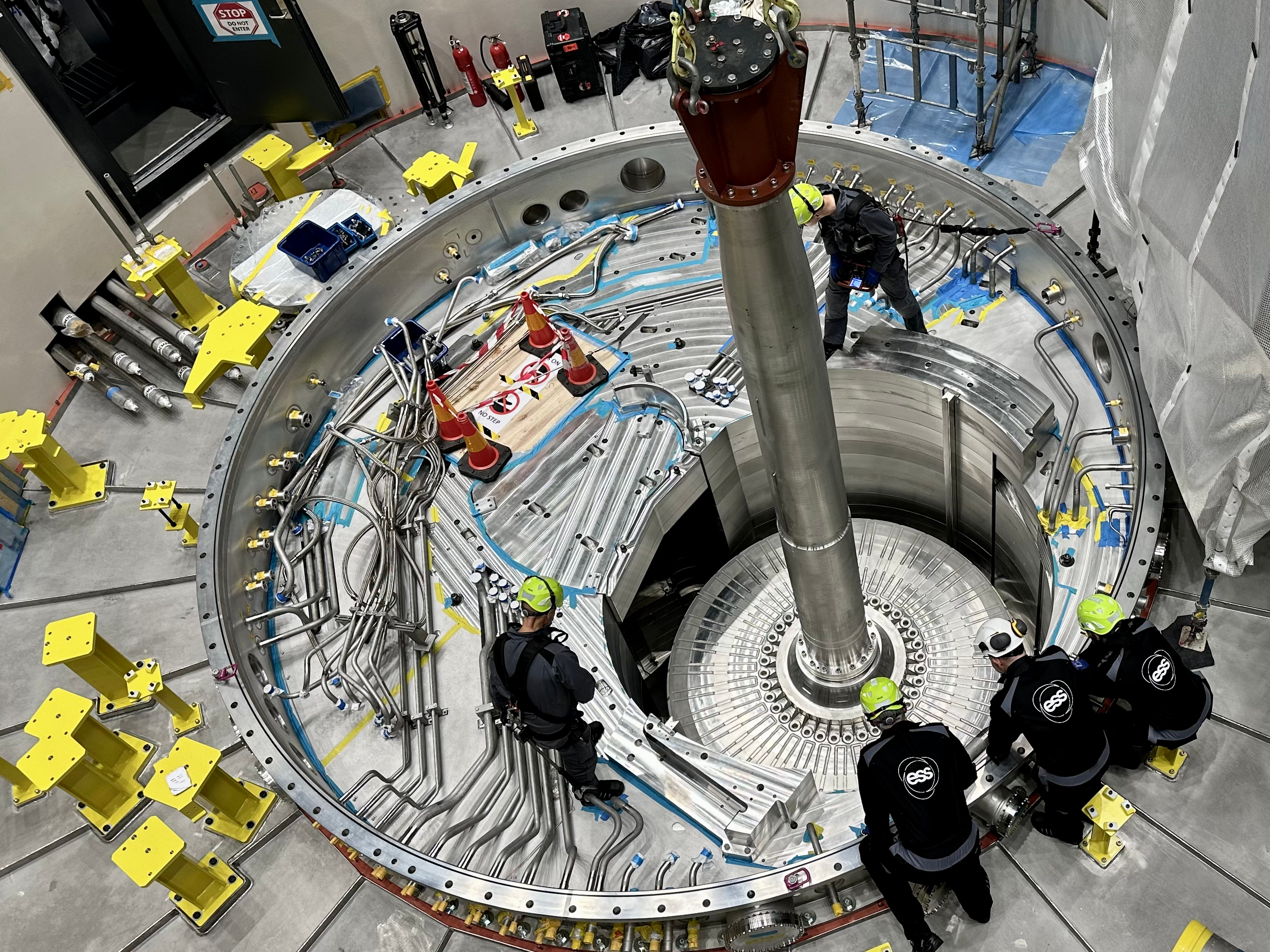
Pågående installation av volframhjulet i målstationen, november 2023.

Den svenska regeringen gav i februari 2007 en avsiktsförklaring att söka värdskap för ESS, och 2009 togs beslutet att anläggningen skulle uppföras i Lund. Även Bilbao i Spanien och Debrecen i Ungern konkurrerade om att få värdskapet för ESS. Uppförandet av anläggningen startade 2014. Den 15 november 2018 invigdes jonkällan med närvaro av det svenska kungaparet och Italiens president Sergio Mattarella. I oktober 2020 levererades vakuumtanken till målstationen, vilken ska innesluta spallationsprocessen. I oktober 2021 påbörjades driftsättningen av den första delen av acceleratorn. I december 2021 tillkännagavs att bygget var försenat, och förväntas vara klart 2027.

## Finansiering och organisation
ESS är finansierat av 13 delägarländer; Danmark, Estland, Frankrike, Italien, Norge, Polen, Spanien, Storbritannien, Sverige, Schweiz, Tjeckien, Tyskland och Ungern. Den totala investeringen är 1,843 miljarder euro i 2013 års prisnivå, och den årliga driftskostnaden är beräknad till ungefär 150 miljoner euro. Sveriges avtalade del av finansieringen är ungefär 35% och Sverige har gått in med  8,5 miljarder kronor.
ESS är organiserad som ett europeiskt konsortium, European Research Infrastructure Consortium (Eric). ESS har sitt säte i Sverige, men finns även i Danmark där data och mjukvara administreras i ESS Data Management and Software Centre. Chef för ESS är sedan november 2021 Helmut Schober.

## Utförande

### Accelerator
Acceleratorn skapar protoner i en jonkälla, accelererar protonerna till en lämplig energinivå och styr dem mot målstationen. Acceleratorn är av typen linjäraccelerator (linac) och accelererar protonerna på en raksträcka. Det är 602 meter från jonkällan till centrum på målstationen. Längs denna sträcka accelereras protonerna genom supraledande accelerationskaviteter som successivt tillför energi. Protonacceleratorn är konstruerad för att ge en maximal effekt på 5 megawatt, men inledningsvis planeras anläggningen att köra på 2 megawatt.

### Målstation
I målstationen konverteras protonstrålen från acceleratorn till ett flertal neutronstrålar. Strålarna består av långsamma neutroner som skapas genom spallation, efter att protonerna kolliderat mot ett roterande hjul bestående av volframblock. Vid kollisionen mot volframhjulet spjälkas neutroner  loss och värme och radioaktiva isotoper frigörs. Neutronerna bromsas i en moderator till en ändamålsenlig låg hastighet för vetenskapsinstrumenten. Volframhjulet och moderatorn är skärmade med en stålstruktur för att absorbera den oönskade radioaktiviteten, och ett kylsystem transporterar bort processvärmen.
ESS är konstruerad för att bli världens mest kraftfulla neutronkälla.

### Vetenskapsinstrument

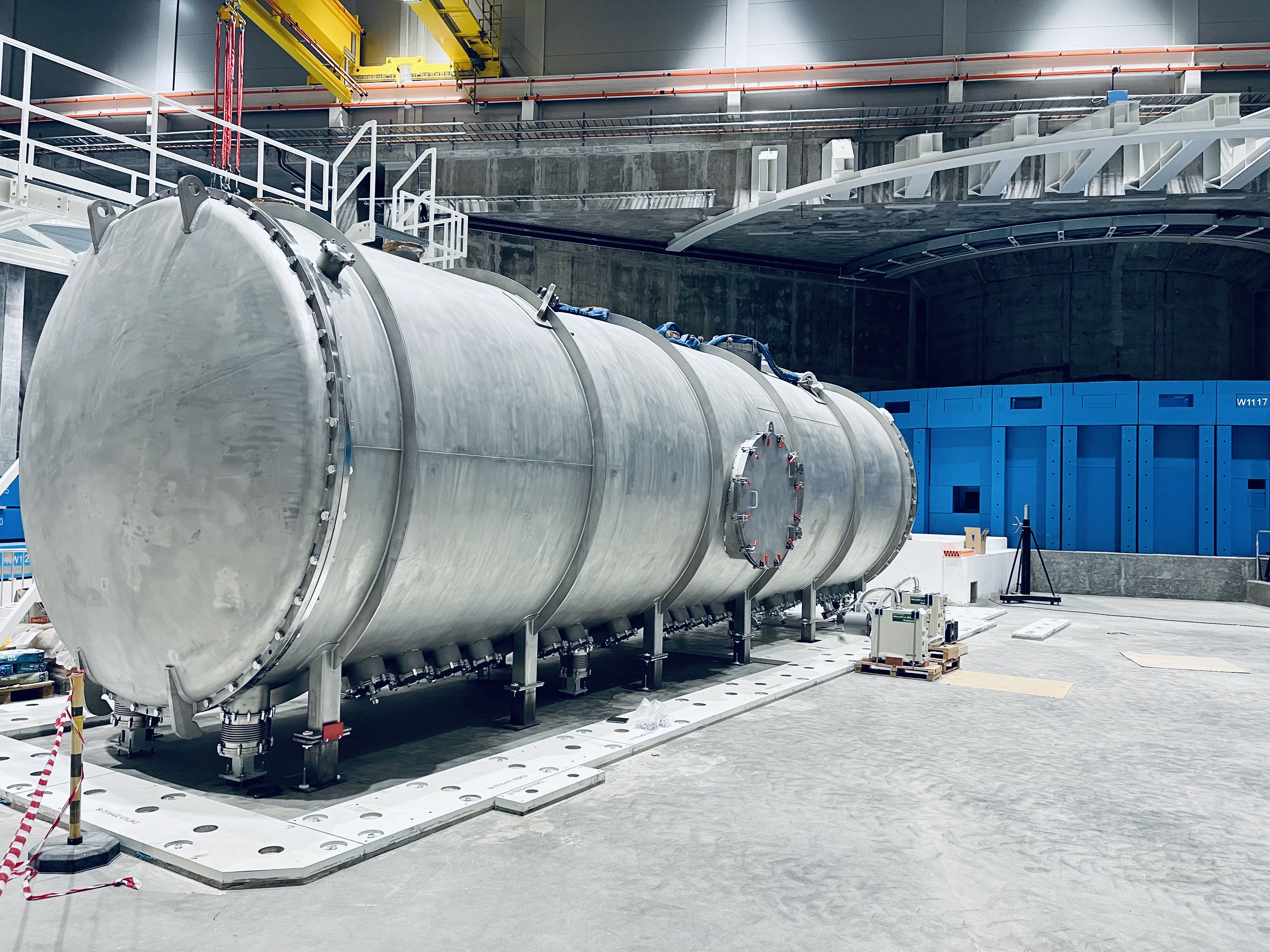
Vetenskapsinstrumentet Loki under uppförande, december 2021

Målstationen omges av instrumenthallar med vetenskapsinstrument placerade i fyra sektioner i de olika väderstrecken.
I den västra sektionen finns vetenskapsinstrument placerade 156 meter från centrum av målstationen. I den södra är avståndet mellan 50 och 80 meter, och de vetenskapsinstrument som är placerade närmast målstationen finns i norra och östra sektionen.
Initialt kommer det att uppföras 15 olika vetenskapliga instrument:
- Odin, avbildning.[15]
- Skadi, Sans[15]
- Loki, bredbandig neutronspridning med liten vinkel. SANS[15]
- Freia, reflektometer.[15]
- Estia, reflektometer.[15]
- Heimdal, diffraktion.[15]
- Dream, diffraktion[15]
- Beer, ingenjörsdiffraktion.[15]
- Magic, diffraktion.[15]
- Nmx, makromolekylär kristallografi.[15]
- Cspec, spektroskopi[15]
- T-Rex, spektroskopi[15]
- Bifrost, spektroskopi[15]
- Vespa, spektroskopi[15]
- Miracles, spektroskopi[15]

#### Framtida vetenskapsinstrument under utveckling
NNBAR är ett framtida experiment under utveckling för att bland annat detektera neutroner som omvandlas till antineutroner. ECHIR (ESS Chip Irradiation) är ett framtida experiment för chipbestrålningsstudier med omoderade högenergineutroner som simulerar de förhållanden som finns i yttre rymden (kosmisk strålning). ESSnuSB, ESS Neutrino Super-Beam, är ett designstudieprojekt för ett potentiellt framtida neutrinooscillations-experiment.

## Bildgalleri

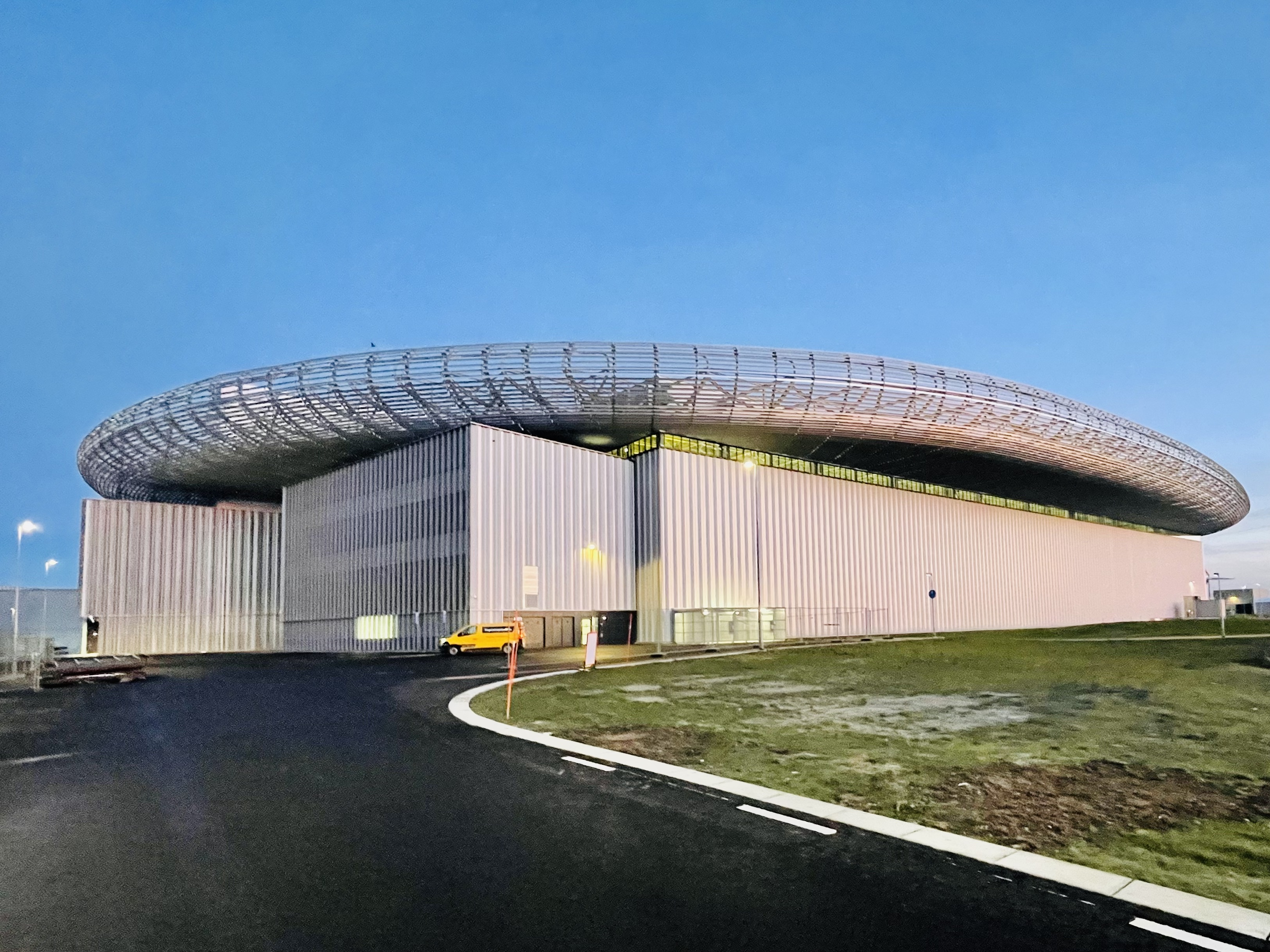
Sydöstra instrumenthallen, december 2021
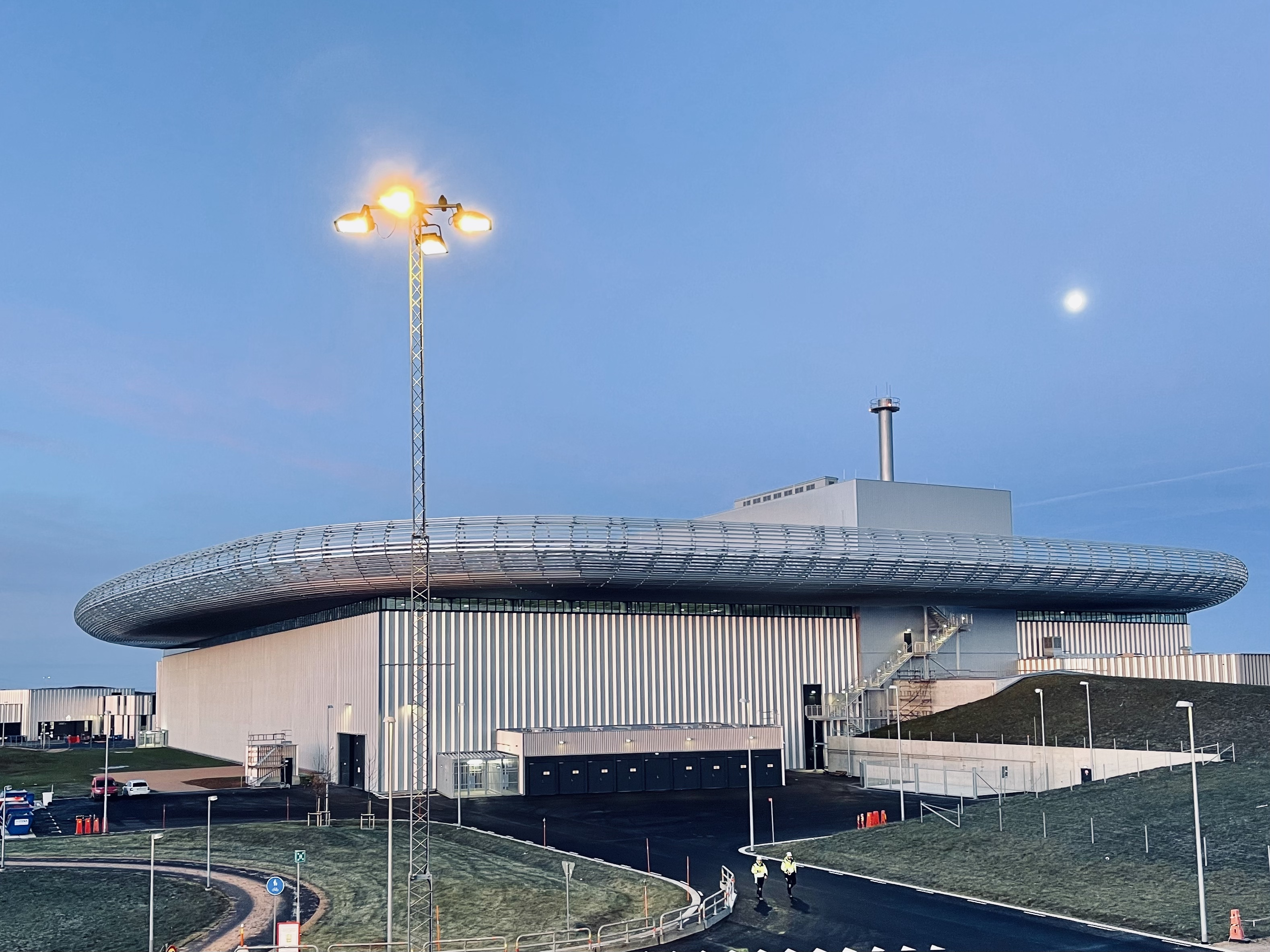
Östra instrumenthallen, december 2021
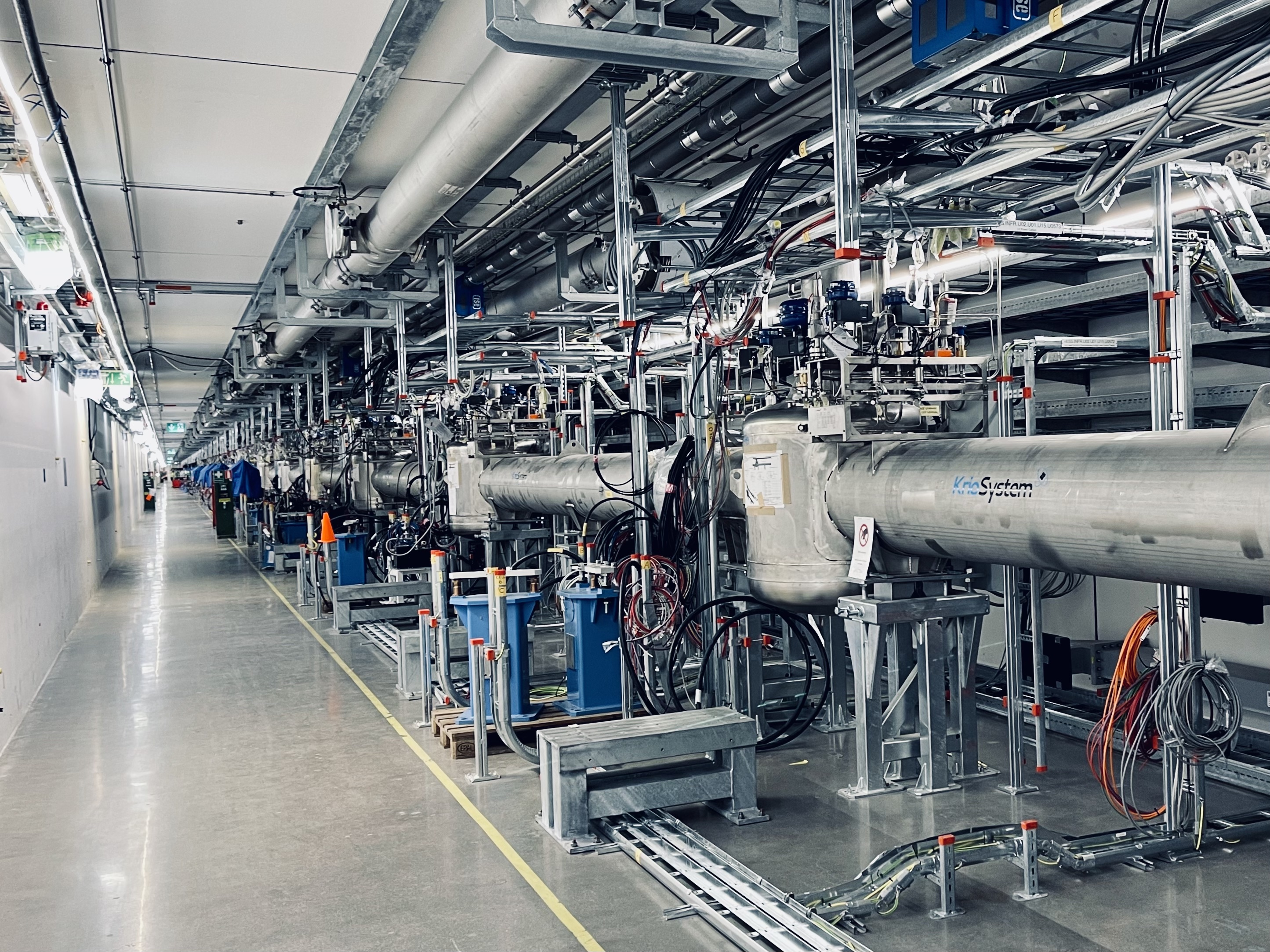
Acceleratortunnel - linac, december 2021
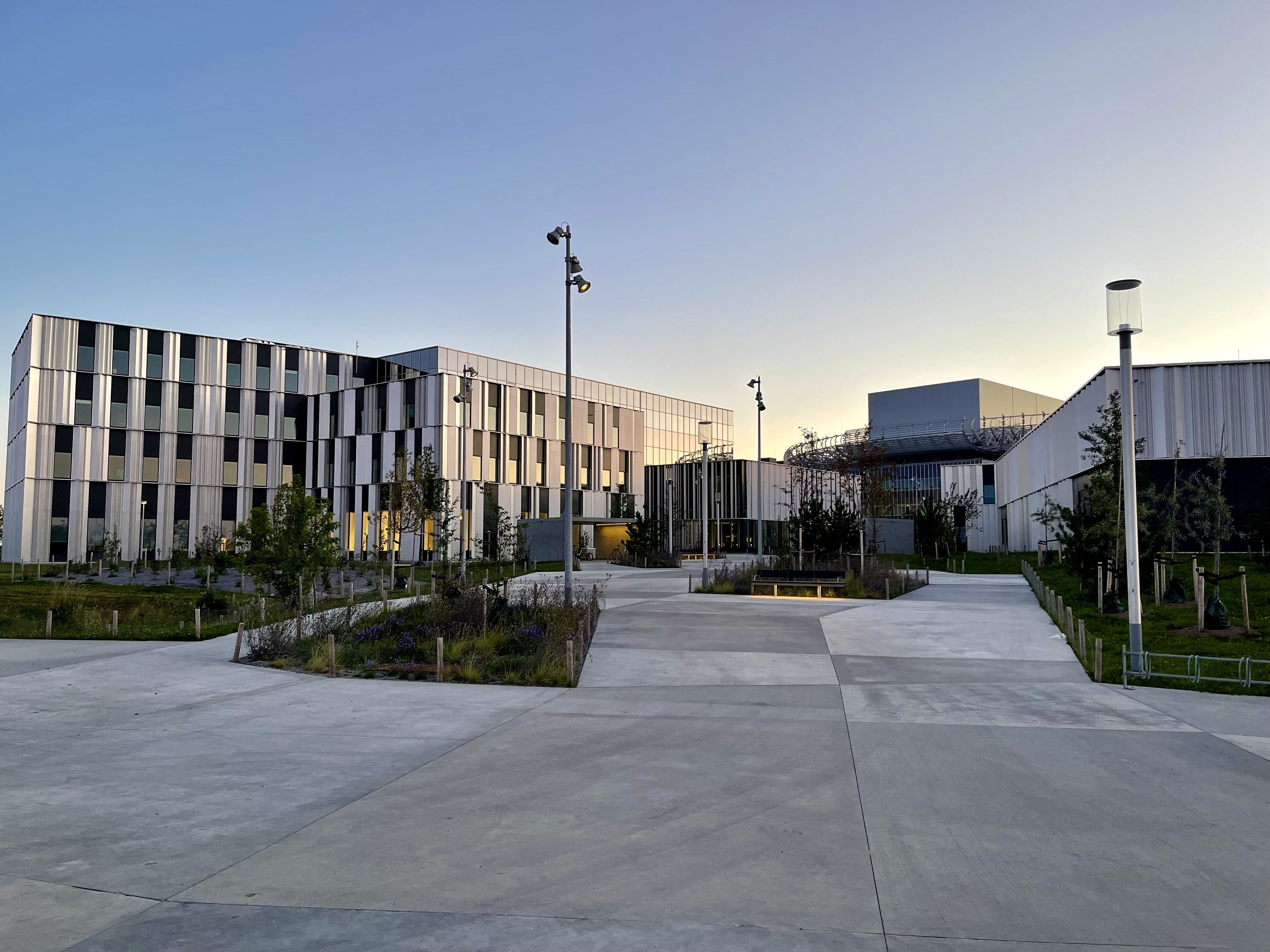
Huvudentré
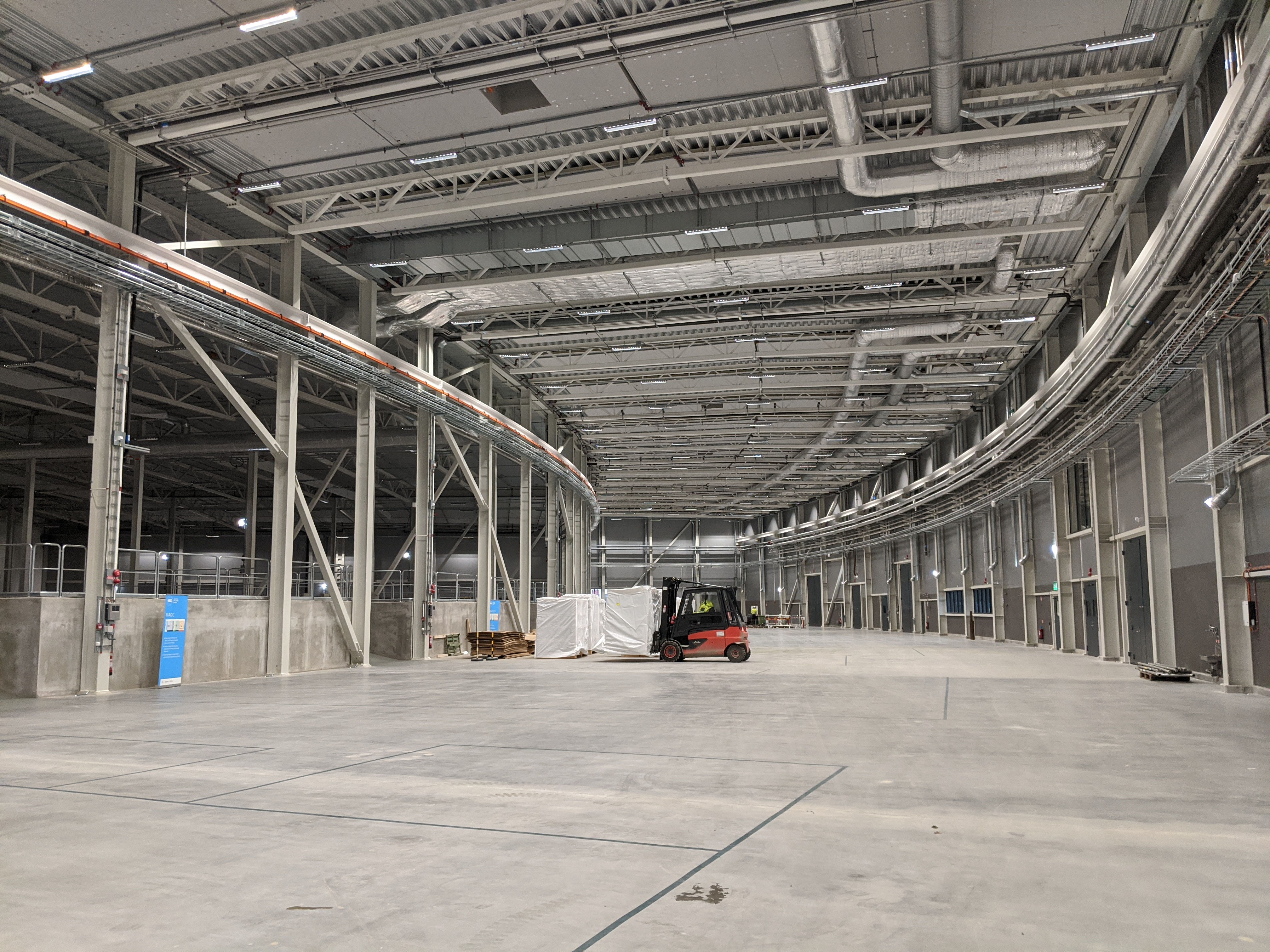
Den västra instrumenthallen, december 2019
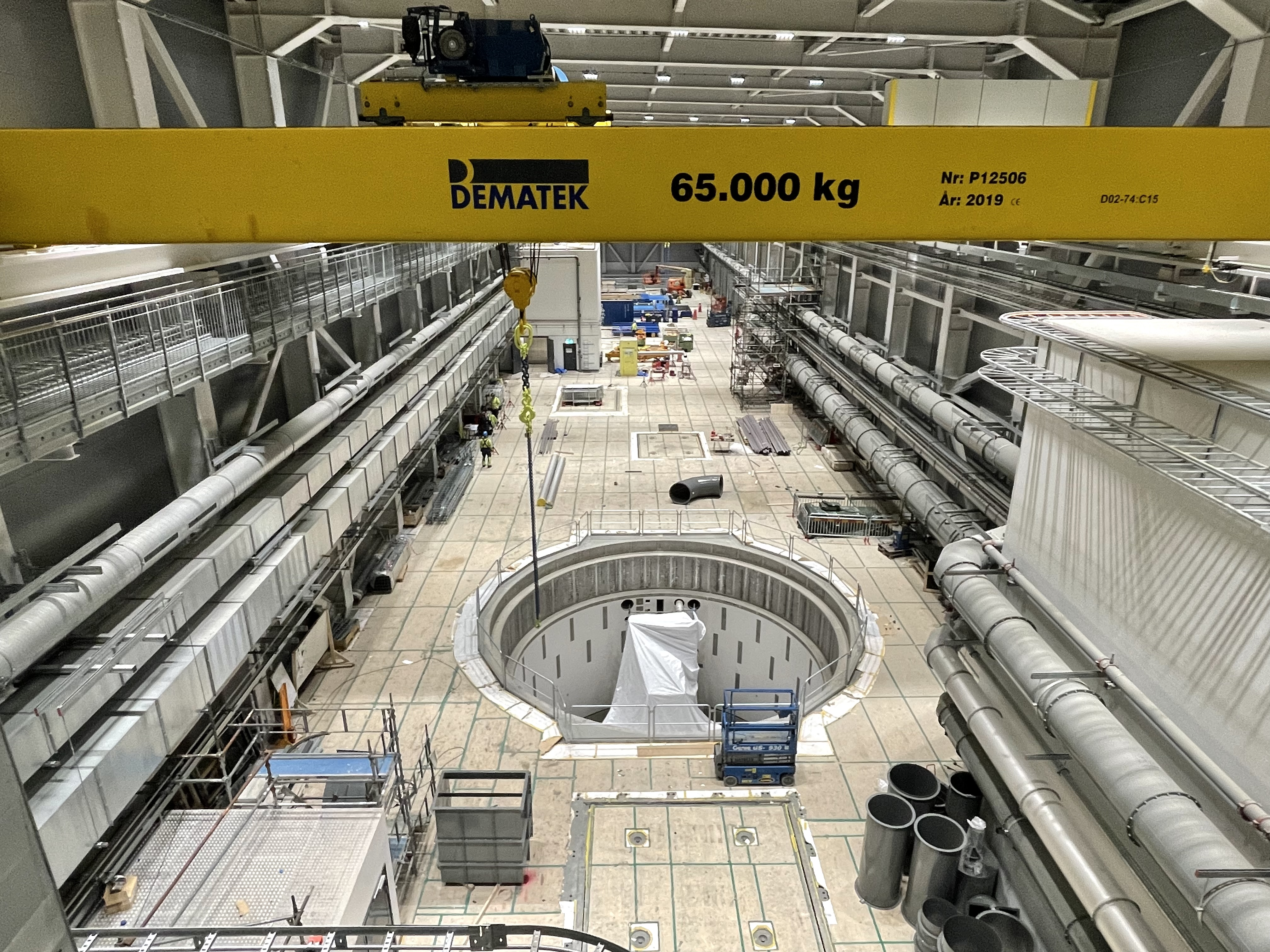
"High Bay" i ESS målbyggnad, december 2021
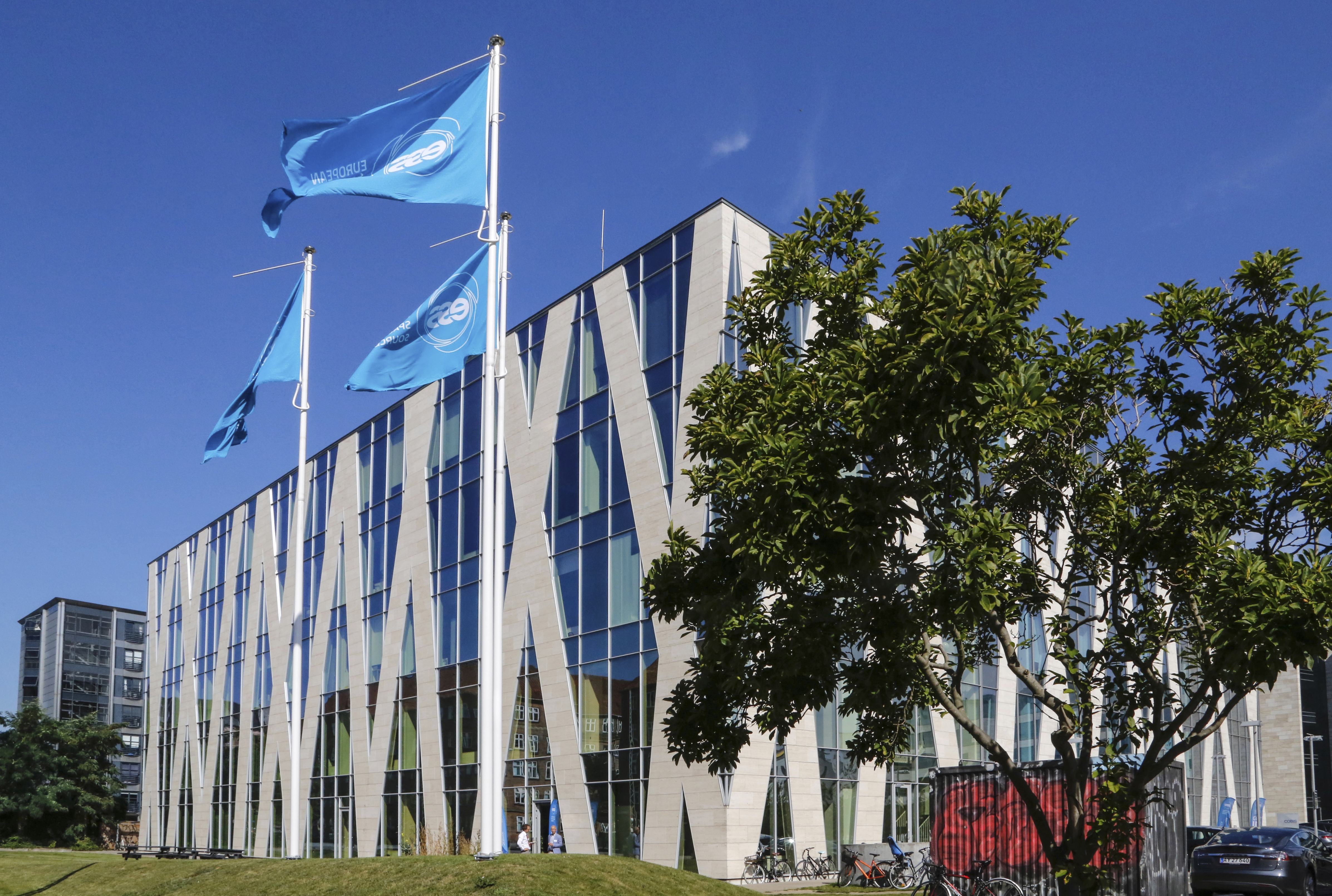
ESS datacenter I Köpenhamn, augusti 2016
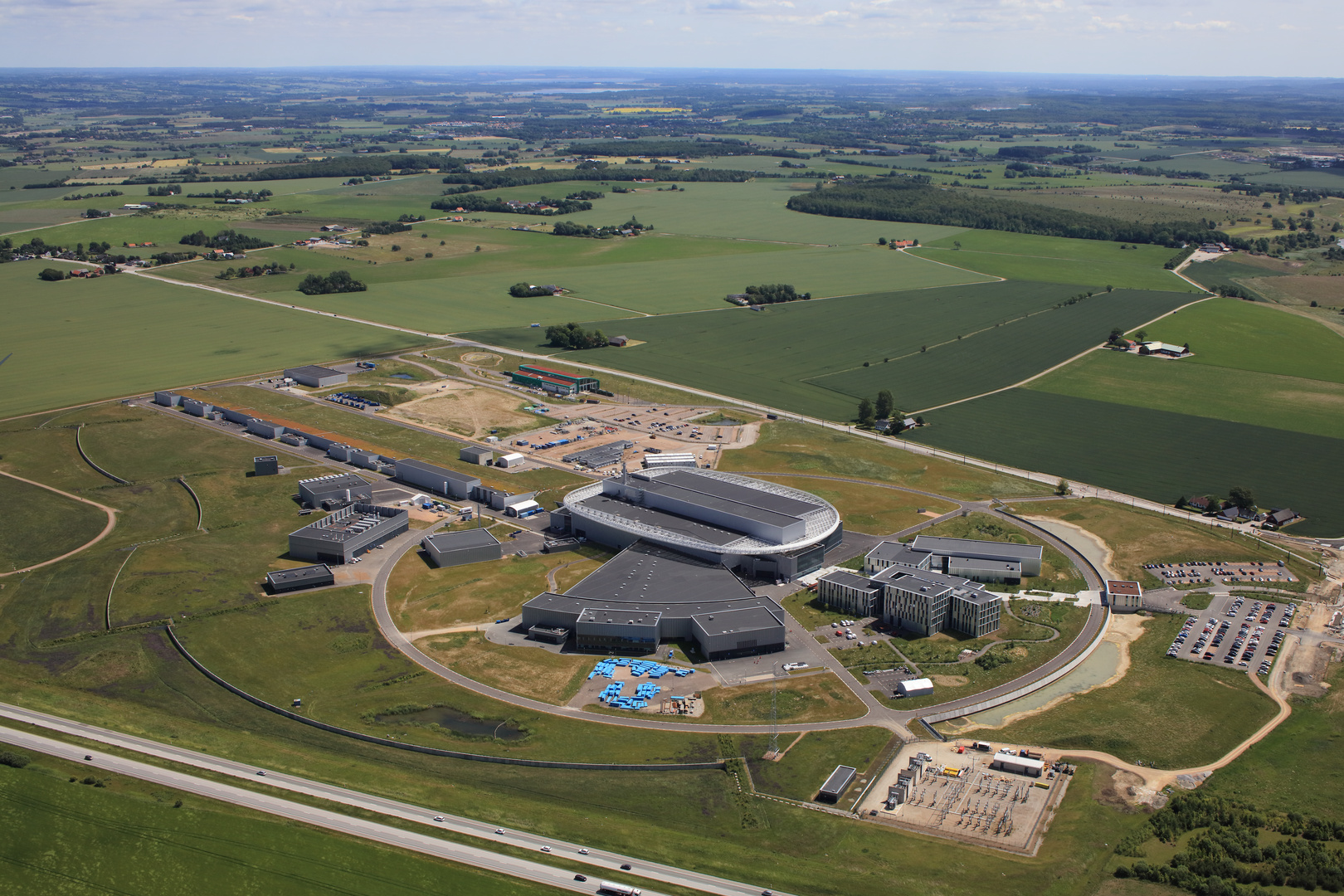
Flygbild över ESS, juni 2022